# Georges de Bièvre
François Georges Maréschal, marqués de Bièvre, conocido como Georges de Bièvre (París, 13 de noviembre de 1747 - Triesdorf, 24 de octubre de 1789 o 1792), fue un escritor francés.

## Vida
Georges de Bièvre era parte de la guardia de corps del rey y se hizo famoso por sus graciosos calambures, comedias y novelas. El 4 de noviembre de 1783 se estrenó su comedia Le séducteur (El seductor) en Fontainebleau, ocasión en la que Luis XVI de Francia estuvo presente. En el verano (europeo) de 1789 de Bièvre viajó a Inglaterra y desde allí a través de Ostende y Spa (Bélgica), atravesando además varios estados alemanes, al Principado de Ansbach, desde donde aparentemente quería viajar hacia Italia. Presumiblemente Alexander von Ansbach había conocido al escritor durante una de sus estadías invernales en París, pero puede suponerse que de Bièvre viajó a Triesdorf a raíz de una invitación de Elizabeth Craven, quien había creado dos años antes una sociedad científica y un grupo de teatro aficionado. Elizabeth Craven escribió en sus Denkwürdigkeiten der Markgräfin von Anspach (Hechos memorables de la margravesa de Anspach), publicados en 1826:
“El señor de Bièvre [...] deseaba mucho ver a mis actores. Nunca olvidaré el susto de la condesa de Ahlefeldt y de algunos otros, que temblaban ante la idea de actuar ante este hombre gracioso.”
De Bièvre murió en Triesdorf de viruela, enfermedad que probablemente ya había contraído en Londres. Su tumba está construida en forma de una pirámide escalonada, coronada por una urna en forma de jarrón y se encuentra en el cementerio de Ornbau de St. Jakobus (Santiago el Mayor), ya que como católico no podía ser enterrado en el Principado de Ansbach. 
Se desconoce cuándo se erigió el monumento de Ornbau, sin embargo una inscripción indica que Anna Pas de Vasall fue quien lo encargó. El ministro de Ansbach, Karl Friedrich Reinhard von Gemmingen probablemente fue el contratista de la obra.
En el monumento se encuentra la siguiente inscripción:
“Olvidado por el mundo descansa aquí en suelo arenoso un hombre que como maestro del agudo juego de palabras ocupó un lugar destacado en la corte del último rey francés. Caminante, ¡recuerda a Georges François de Bièvre! Conspicuo por el poder de su espíritu, y la dignidad y la clemencia de sus costumbres, coronel de un regimiento a caballo, comandante de una fortaleza y caballero de la Ordre royal et militaire de Saint-Louis (Orden real y militar de San Luis) murió víctima de la enfermedad durante el viaje, lejos de su patria el 24 de octubre de 1789. Este monumento es producto del dolor y de la amistad.”

## Novela
Wilhelm Pültz escribió una novela sobre Georges de Bièvre con el título Das Grabmal in Franken (La tumba en Franconia).